# Cladonia subminiata
Cladonia subminiata är en lavart som beskrevs av S. Stenroos. Cladonia subminiata ingår i släktet Cladonia och familjen Cladoniaceae.   Inga underarter finns listade i Catalogue of Life.